# Bangsbostrand Sogn
Bangsbostrand Sogn er et sogn i Frederikshavn Provsti (Aalborg Stift).
Bangsbostrand lå i Flade Sogn, der hørte til Horns Herred i Hjørring Amt.
Da Bangsbostrand Kirke blev opført i 1902, blev Bangsbostrand et kirkedistrikt i Flade Sogn. Efter at Bangsbostrand i 1939 blev indlemmet i Frederikshavn købstad, blev Bangsbostrand Kirkedistrikt i 1943 udskilt som Bangsbostrand Sogn. Ved kommunalreformen i 1970 blev Frederikshavn købstad til Frederikshavn Kommune, som den resterende del af Flade Sogn også blev indlemmet i.
I Bangsbostrand Sogn findes følgende autoriserede stednavne:
- Bangsbo (ejerlav, landbrugsejendom)
- Bangsbostrand (bebyggelse)
- Grønholt (bebyggelse)
- Nyholmstrand (bebyggelse)
- Pikkerbakken (areal)